# How Bad Do U Want Me
"How Bad Do U Want Me" é uma canção da cantora e compositora norte-americana Lady Gaga, lançada em seu álbum de estúdio Mayhem, pela Interscope Records em 7 de março de 2025. Descrita como uma faixa de synth-pop, foi produzida por Lady Gaga, Andrew Watt e Cirkut, com Michael Polansky contribuindo com a composição adicional.

## Antecedentes e lançamento
Em uma entrevista para Las Culturistas com Bowen Yang e Matt Rogers, Lady Gaga admitiu que começou a escrever How Bad Do U Want Me sozinha em casa, antes de ser acompanhada por seu noivo Michael Polansky. Polansky se interessou pelo conteúdo lírico da música, perguntando se ela estava cantando sobre ele, o que ela negou. Os dois finalizaram a faixa com Andrew Watt e Cirkut, que também atuaram como produtores ao lado de Gaga.
Paul Lamalfa gravou a faixa no Shangri-La Studios em Malibu, Califórnia e no Henson Recording Studios em Hollywood, Los Angeles; Marco Sonzini forneceu engenharia adicional, enquanto Tyler Harris e Tommy Turner trabalharam como engenheiros assistentes. A música foi mixada por Serban Ghenea no Mixstar Studios em Virginia Beach, Virginia, e masterizada por Randy Merrill no Sterling Sound Studios em Edgewater, Nova Jersey. Gaga também tocou teclados; Watt tocou bateria, guitarra elétrica e teclados; e Cirkut tocou sintetizador e teclados, além de fornecer programação de bateria e baixo. Bryce Bordone atuou como engenheiro assistente de mixagem, e Marc VanGool foi o técnico de estúdio.
Lady Gaga anunciou seu oitavo álbum de estúdio em 27 de janeiro de 2025, revelando seu título e capa, marcando o lançamento para 7 de março. No mês seguinte, ela divulgou a lista de faixas, incluindo How Bad Do U Want Me como a nona faixa do projeto.
Após o lançamento do álbum, a cantora admitiu que quase retirou "How Bad Do U Want Me" da lista de faixas. Gaga disse que, quando cria músicas "super pop", ela fica ansiosa com elas, apontando que quase retirou "Just Dance" de The Fame (2008) pelo mesmo motivo.

## Composição
How Bad Do U Want Me é uma canção "synth-pop" "sonhadora", com inspiração nos anos 1980.
O The Independent considerou que How Bad Do U Want Me é "construída em torno de um sample de Yazoo (ou pelo menos uma imitação muito boa)".
Segundo o Vulture, a faixa explora o conflito interno de Lady Gaga entre sua identidade pessoal e sua persona pública. A música retrata sua luta para separar Stefani (seu eu real) da imagem construída de Lady Gaga, que influencia como os outros — incluindo seu parceiro — a percebem e a desejam. O refrão acrescenta um significado mais profundo, sugerindo que ela não está apenas perguntando o quanto é desejada, mas questionando o quanto precisa se comportar como uma "bad girl", destacando as pressões de se conformar a um papel hipersexualizado ou performático.

## Recepção

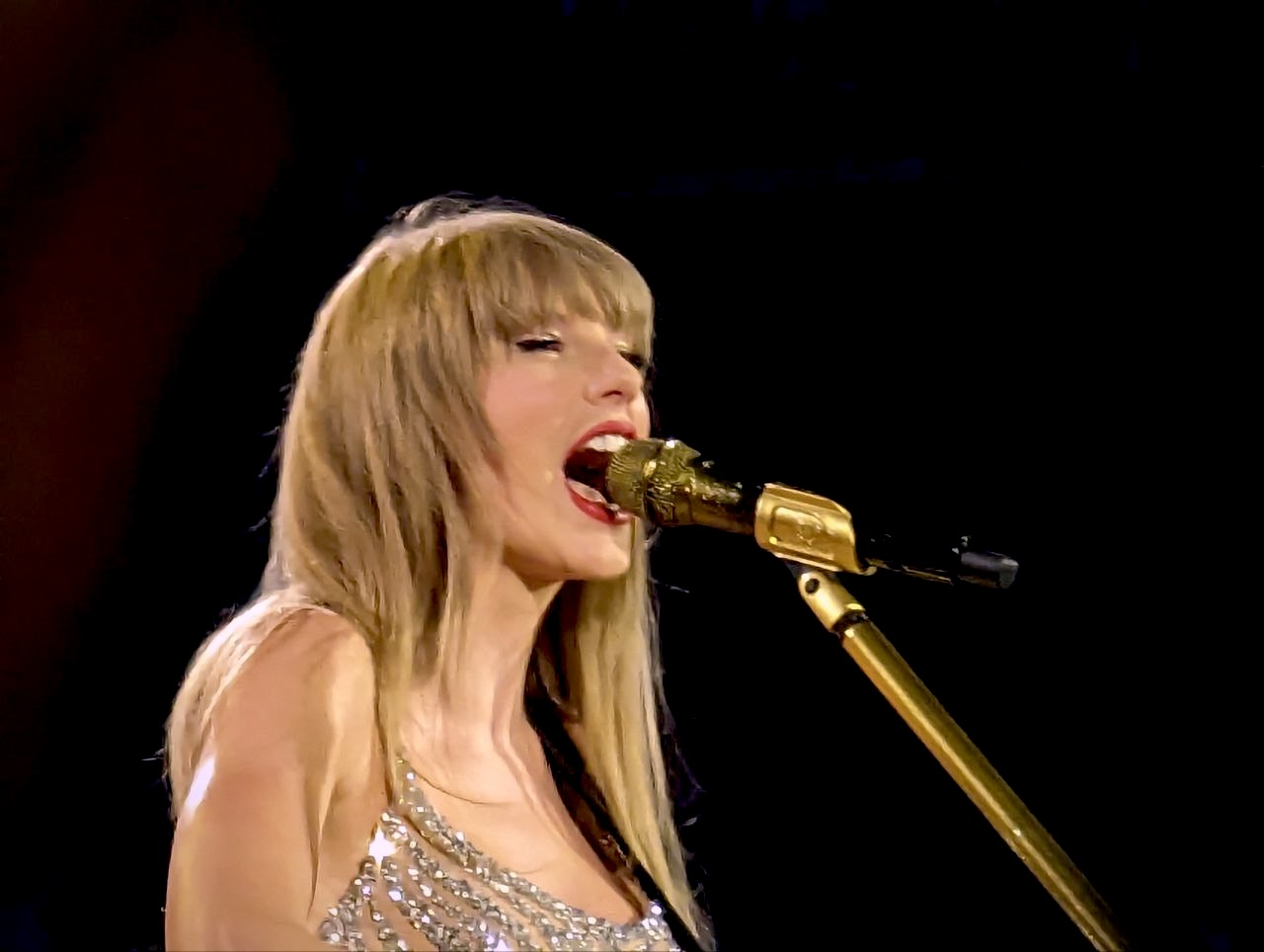
Jornalistas compararam a canção com os trabalhos de Taylor Swift (na foto).

Após o lançamento de Mayhem, vários fãs e críticos musicais notaram uma forte semelhança entre "How Bad Do U Want Me" e o trabalho de Taylor Swift, com alguns fãs teorizando que a cantora gravou vocais de apoio para a faixa.
As comparações foram feitas principalmente com o quinto álbum de estúdio de Swift, 1989 (2014) e com "Gorgeous" do álbum seguinte, Reputation (2017).
Alguns ouvintes também traçaram paralelos com faixas de Midnights (2022), como "Snow on the Beach" e "Hits Different" – a primeira reuniu comparações devido aos vocais de fundo distantes, semelhantes aos fornecidos por Lana Del Rey em "Snow on the Beach", enquanto a RTL comparou a paisagem sonora de "How Bad Do U Want Me" com a desta última. A redatora do Her Campus, Makalah Wright, disse que "How Bad Do U Want Me" e "Gorgeous" soam semelhantes, mas liricamente são completamente diferentes. Stephen Daw, escrevendo para a Billboard, considerou esta a pior canção do álbum, comparando sua letra e instrumental com os da discografia de Taylor Swift, e explicando que a música "parece ser uma das únicas que não se encaixa na visão do álbum".

## Apresentações ao vivo
Gaga apresentou How Bad Do U Want Me ao vivo pela primeira vez em 2025, durante os seus concertos promocionais para Mayhem, que incluíram um show principal no Coachella 2025. Na ocasião, ela usou botas de salto agulha com amarrações, semelhantes às que vestiu no videoclipe de "Rain on Me" (2020).
Em 13 de maio de 2025, Gaga apresentou How Bad Do U Want Me durante um set de cinco músicas no evento YouTube Brandcast, realizado na Geffen Hall, em Nova York. A performance contou com uma encenação cinematográfica e abriu a apresentação. Clayton Davis, da Variety, descreveu o número como “cheio de energia”.

## Créditos e pessoal
Os créditos são adaptados das notas do encarte de Mayhem.
- Lady Gaga – compositora, produtora, vocais principais, vocais de apoio, teclados
- Andrew Watt – compositor, produtor, bateria, guitarra elétrica, teclados
- Cirkut – compositor, produtor, sintetizador, teclados, programação de bateria, programação de baixo
- Michael Polansky – compositor
- Paul Lamalfa – engenheiro de gravação
- Serban Ghenea – engenheiro de mixagem
- Randy Merrill – engenheiro de masterização
- Marco Sonzini – engenheiro adicional
- Tyler Harris – engenheiro assistente
- Tommy Turner – engenheiro assistente
- Bryce Bordone – engenheiro assistente de mixagem
- Marc VanGool – técnico de estúdio

## Paradas musicais
| Parada (2025)                              | Posição máxima |
| ------------------------------------------ | -------------- |
| Canadá (Canadian Hot 100)                  | 55             |
| França (SNEP)                              | 153            |
| Mundo (Billboard Global 200)               | 52             |
| Grécia (IFPI)                              | 44             |
| Nova Zelândia - Hot Singles (RMNZ)         | 6              |
| Portugal (AFP)                             | 97             |
| Reino Unido (UK Singles Chart)             | 31             |
| Reino Unido - UK Singles Sales Chart (OCC) | 32             |
| Reino Unido - UK Streaming Chart (OCC)     | 64             |
| Estados Unidos (Billboard Hot 100)         | 69             |